# السراغنة (أولاد حسين)
السراغنة هي إحدى مشيخات المملكة المغربية، تتبع جغرافيا و إداريا لإقليم الجديدة و لجماعة أولاد حسين. يقدر عدد سكانها بـ 6178 نسمة حسب الإحصاء الرسمي للسكان والسكنى لسنة 2004.